# Beaumont-du-Gâtinais
Beaumont-du-Gâtinais är en kommun i departementet Seine-et-Marne i regionen Île-de-France i norra Frankrike. Kommunen ligger i kantonen Château-Landon som tillhör arrondissementet Fontainebleau. År 2022 hade Beaumont-du-Gâtinais 1 136 invånare.

## Befolkningsutveckling
Antalet invånare i kommunen Beaumont-du-Gâtinais
| Referens: INSEE |